# Uma (Salvatierra de Miño)
Uma es una parroquia del municipio pontevedrés de Salvatierra de Miño (Galicia, España).
Su patrón es Santo André (San Andrés), al que está dedicado su iglesia.